# David Goggins
David Goggins (nacido el 17 de febrero de 1975) es un corredor de ultramaratones, ciclista de ultradistancia, triatleta, orador público y autor estadounidense. Es un miembro retirado de los SEAL de la Marina de los Estados Unidos, habiendo participado en la Guerra de Irak. 
Su primer libro de memorias, Can't Hurt Me, (no me puedes lastimar) se publicó en 2018 y su secuela, Never Finished, (Nunca terminar) en 2022.

## Primeros años
David Goggins nació el 17 de febrero de 1975, hijo de Trunnis y Jackie Goggins. En 1981, Goggins vivía en Williamsville, Nueva York, con sus padres y su hermano, Trunnis Jr.
Goggins ha contado que a sus seis años, trabajaba junto a su madre y su hermano en la pista de patinaje de su padre. Goggins también ha afirmado que él y otros miembros de su familia sufrieron constantes y severos abusos por parte de su padre alcohólico antes de escapar de él junto con su madre a Brazil (Indiana), algo de lo que habla en el libro Can't Hurt Me.
En el lapso entre su baja de la Fuerza Aérea y su alistamiento en la Marina, Goggins trabajó como fumigador de control de plagas para una empresa llamada ECOLAB.

## Carrera militar
David Goggins aplicó para unirse a la unidad de Pararrescate de la Fuerza Aérea de los Estados Unidos siendo aceptado en el programa de inducción. Durante el entrenamiento le fue diagnosticado rasgo de células falciformes por lo que fue retirado del entrenamiento. Sin embargo, se le dio la opción de reiniciar el entrenamiento a su regreso, pero decidió no hacerlo.
Luego completó el entrenamiento del Equipo de Control Aéreo Táctico (TACP) de la Fuerza Aérea de los Estados Unidos, desempeñándose como TACP desde 1994 hasta 1999, cuando dejó la Fuerza Aérea de los Estados Unidos .
Después de tres intentos debido a múltiples lesiones, Goggins logró graduarse del entrenamiento BUD/S (Basic Underwater Demolition/SEAL) con BUD/S clase 235 en 2001. Después del entrenamiento de calificación SEAL (SQT) y la finalización del período de prueba de seis meses, recibió el NEC 5326 como nadador combatiente (SEAL), con derecho a usar la insignia de guerra especial también conocida como "SEAL Trident". 
Goggins fue asignado al equipo SEAL 5. Durante su carrera militar de 20 años, Goggins sirvió en Irak y Afganistán. En 2004, Goggins se graduó de la Escuela de Rangers del ejército y recibió el premio "Hombre de Honor Enlistado".

## Caridad
Después de que varios de sus amigos murieran en Afganistán en un accidente de helicóptero en 2005 durante la Operación Red Wings, Goggins comenzó a correr largas distancias con el objetivo de recaudar fondos para la Special Operations Warrior Foundation.
La Fundación otorga becas universitarias y subvenciones a los hijos de soldados de operaciones especiales caídos. A partir de esto, logró competir en diversos desafíos de resistencia, incluido el Badwater Ultramarathon en tres ocasiones, logrando recaudar más de 2 millones de dólares para la Special Operations Warrior Foundation.

## Carreras de Maratón y Ultramaratón
Goggins intentó ingresar al Badwater Ultramarathon para recaudar fondos, pero los organizadores le dijeron que primero necesitaba haber participado previamente en algún otro ultramaratón, ya que Badwater es un evento por invitación, por lo que en 2005, Goggins ingresó al San Diego One Day, un ultramaratón de 24 horas que se llevó a cabo en Hospitality Point en San Diego. En este, pudo correr 101 millas en 18 horas y 56 minutos. 
Completó el Maratón de Las Vegas en un tiempo que lo clasificó para el Maratón de Boston. En 2006, Goggins ingresó al Hurt-100 en Hawái. En 2006, David Goggins fue invitado al Badwater-135 en donde terminó en quinto lugar. 
Tres meses después de completar su primer Ultramaratón Badwater en 2006, compitió en el Triatlón del Campeonato Mundial Ultraman en Hawái. Se ubicó segundo en la carrera que duró tres días cubriendo un total de 320 millas. También participó en Furnace Creek-508 (2009), una carrera ciclista de ultradistancia por invitación.
En 2007, Goggins logró su mejor resultado en Badwater-135 al quedar tercero en la general. Volvió a competir en la Badwater-135 en 2008 y no terminó la carrera. Compitió en el Badwater-135 en 2013 y terminó en el lugar 18°, después de un descanso del evento desde 2008. Volvió a competir en la Badwater-135 en 2014 pero no pudo terminar la carrera.
Durante los próximos dos años, compitió en otras 14 carreras de ultrarresistencia, quedando entre los cinco primeros en nueve de ellas. Estableció un récord de campo en los campeonatos nacionales de 48 horas, superando el récord anterior por 20 millas con una distancia total recorrida de 203,5 millas.[cita requerida]
En 2008 fue nombrado "Héroe del Running" por la revista Runner's World. En 2016, Goggins ganó la Infinitus 88k en 12 horas, casi veinte minutos antes que el siguiente corredor. En el mismo año, también ganó el Music City Ultra 50k y Strolling Jim 40 Miler. En 2020, Goggins corrió el ultramaratón Moab 240, ubicándose en segunda posición en la categoría de las 241 millas con un tiempo de 63 horas y 21 minutos, aproximadamente 95 minutos detrás del ganador de la carrera.
Después de ver a Goggins actuar en un ultramaratón de 24 horas, el empresario Jesse Itzler llamó y contrató a Goggins para vivir con él en su casa durante un mes. Itzler escribió sobre su experiencia en un blog y luego publicó la historia en un libro llamado Viviendo con un Marino (Living With A SEAL.)
Sus libro de memorias de autoayuda, Can't Hurt Me: Master Your Mind and Defy the Odds, fue publicado el 4 de diciembre de 2018. En el libro hace mención a la regla del 40% basada en su creencia de que la mayoría de nosotros solo aprovechamos el 40% de nuestras capacidades.
Una secuela llamada Never Finished: Unshackle Your Mind and Win the War Within fue publicada el 4 de diciembre de 2022.

## Premios y condecoraciones
| Insignia de guerra especial    |                                |                                |                                |                                                       |                                                       |                                                       |                                                       |                                                                                        |                                                                                        |                                                                                        |                                                                                        |
| Medalla al Servicio Meritorio  | Medalla al Servicio Meritorio  | Medalla al Servicio Meritorio  | Medalla al Servicio Meritorio  | Medalla de elogio de la Armada y el Cuerpo de Marines | Medalla de elogio de la Armada y el Cuerpo de Marines | Medalla de elogio de la Armada y el Cuerpo de Marines | Medalla de elogio de la Armada y el Cuerpo de Marines | Medalla de logros de la Armada y el Cuerpo de Marines con estrellas de 2 5/16 pulgadas | Medalla de logros de la Armada y el Cuerpo de Marines con estrellas de 2 5/16 pulgadas | Medalla de logros de la Armada y el Cuerpo de Marines con estrellas de 2 5/16 pulgadas | Medalla de logros de la Armada y el Cuerpo de Marines con estrellas de 2 5/16 pulgadas |
| Medalla de logros del ejército | Medalla de logros del ejército | Medalla de logros del ejército | Medalla de logros del ejército | Medalla de logros de la Fuerza Aérea sitivo experto]] | Medalla de logros de la Fuerza Aérea sitivo experto]] | Medalla de logros de la Fuerza Aérea sitivo experto]] | Medalla de logros de la Fuerza Aérea sitivo experto]] | Medalla de puntería con pistola con dispositivo experto                                | Medalla de puntería con pistola con dispositivo experto                                | Medalla de puntería con pistola con dispositivo experto                                | Medalla de puntería con pistola con dispositivo experto                                |